# Хавамал
„Хавамал“ или „Речите на Високия“ е представена като отделна поема в Поетичната Еда. Тя представлява компилация от различни поеми с тема съветите на Один за живот и оцеляване. Единственият наличен източник за Хавамал се съдържа в Codex Regius от 13 век и се смята за извлечен от източник от около 800 г., който съответно идва от по-ранна устна традиция. В поемата има няколко раздела.
Първият, Gestaþáttr, или предназначен за госта предписва редица правила на поведение и отношения между пътника-гост и хората, които го приемат. Едно от предписанията гласи:
Всички входове, преди да влезеш вътре,
ти трябва да погледнеш, 
ти трябва да провериш;
защото никога не знаеш къде се крият враговете,
напред в залата
Може би най-известната част е 77:
| Deyr fé, deyja frændr, deyr sjálfr et sama; ek veit einn, at aldri deyr: dómr of dauðan hvern. | Добитъкът умира, роднините също И собственото его трябва да умре; Знам едно нещо, което не умира никога: славата на всеки един мъртъв. |  |

Следващата основна част от Хавамал е Loddfáfnismál и обръща внимание на моралния и етичния кодекс на поведение.
Rúnatal или Óðins Rune Song е частта, в която Один разказва за достигането до руните и до тайното знание като започва със собствената си саможертва в името на познанието:
| Veit ec at ec hecc vindga meiði a netr allar nío, geiri vndaþr oc gefinn Oðni, sialfr sialfom mer, a þeim meiþi, er mangi veit, hvers hann af rótom renn. | Знам, че висях на дърво сред ветровете девет дълги нощи, пронизан с копие, посветено на Один, сам за себе си, на онова дърво, за което никой не знае откъде израстват корените му. |

В глава 139 продължава с думите:
| Við hleifi mic seldo ne viþ hornigi, nysta ec niþr, nam ec vp rvnar, opandi nam, fell ec aptr þaðan. | Не ми дадоха хляб, нито рог с питие, надолу се взирах; и руните взех, крещейки ги взех, после паднах обратно оттам. |

Последната част, Ljóðatal, поставя въпроса за предаване на знанието и пътя на посвещението като мистерия. Тук се съдържа ключ към магическото значение на руните и тяхното действие. Вижда се, че цифрите имат особено значение (151 глава):
Знам шестата, ако някой иска да ме нарани
с корените на изпълненото с жизнен сок дърво:
и онзи, който призовава зло върху мен,
него поглъща зло, а не мен.
Подобен случай на изпращане на корен от дърво с издълбани върху него руни е безспорно документиран в нордическата литература. Това е смъртта на Гретир Силния в сагата Grettis Saga.